# ريا مساروس
ريا مساروس (بالمجرية: Mészáros Rea)‏ مواليد 14 أبريل 1994 في المجر، هي لاعبة كرة يد مجرية تلعب كمحور. مثلت منتخب المجر لكرة اليد للسيدات.

## سجل المنافسة
شاركت في البطولات التالية:
- بطولة أوروبا لكرة اليد للسيدات 2014
- بطولة أوروبا لكرة اليد للسيدات 2016

## روابط خارجية
- ريا مساروس على موقع الاتحاد الأوروبي لكرة اليد (الإنجليزية)